# Jolien Leemans
Jolien Leemans (Lier, 1 december 1994) is een Belgische atlete, die gespecialiseerd is in het verspringen. Zij veroverde een Belgische titel.

## Biografie
Leemans veroverde in 2013 een eerste medaille op het Belgische kampioenschap verspringen. In 2016 werd ze voor het eerst Belgisch kampioene door in haar laatste poging één cm verder te springen dan Hanne Maudens.
Leemans is aangesloten bij AC Duffel.

## Belgische kampioenschappen
Outdoor
| Onderdeel   | Jaar |
| ----------- | ---- |
| verspringen | 2016 |

## Persoonlijke records
Outdoor
| Onderdeel   | Prestatie | Wind     | Datum        | Plaats  |
| ----------- | --------- | -------- | ------------ | ------- |
| verspringen | 6,26 m    | +1,0 m/s | 26 juni 2016 | Brussel |

Indoor
| Onderdeel   | Prestatie | Datum            | Plaats |
| ----------- | --------- | ---------------- | ------ |
| verspringen | 6,13 m    | 15 februari 2014 | Gent   |

## Palmares

### verspringen
- 2013:  BK indoor AC – 5,82 m
- 2013:  BK AC – 5,86 m
- 2014:  BK indoor AC – 6,13 m
- 2016:  BK indoor AC – 6,00 m
- 2016:  BK AC – 6,32 m (w)